# Hannoverscher Ruder-Club von 1880
Hannoverscher Ruder-Club von 1880 (kurz: HRC von 1880) ist der Name eines Sportvereins aus Hannover.

## Geschichte und Lage
Der Verein wurde am 16. Mai 1880 als Hannoverscher Ruder-Club Bahnfrei gegründet und stand nur Männern aus akademischen Berufen offen. 1884 spaltete sich der Deutsche Ruder-Club vom Ruderclub ab. 1969 wurde der Blau-Gold-Club als Tanzsportabteilung in den Verein übernommen und blieb dort bis 2023, nun ist der Tanzclub wieder selbständig. Durch die Tanzabteilung waren nun auch Frauen als Vereinsmitglieder zugelassen und es entstanden Riegen für Frauenrudern und Kinderrudern.
Das Bootshaus am Westufer des Maschsees besteht aus vier Bootshallen mit darüber liegendem Tanzsaal. Ursprünglich war der Ruderclub an der Ihme beheimatet, musste aber nach der Begradigung des Flusses umziehen.

## Erfolge
1937 gewannen Hans Meyer auf der Heide und Friedrich Melching im Zweier ohne Steuermann den ersten Meistertitel für den Verein. Der zweite Titel folgte 1954 im Leichtgewichts-Vierer ohne Steuermann. Von 1975 bis 1993 gewann der Verein jedes Jahr mindestens einen Meistertitel, 1981 siegten mit Brigitte Hellmers und Doris Kullmann erstmals Ruderinnen des Vereins beim Deutschen Meisterschaftsrudern.

## Bekannte Sportler

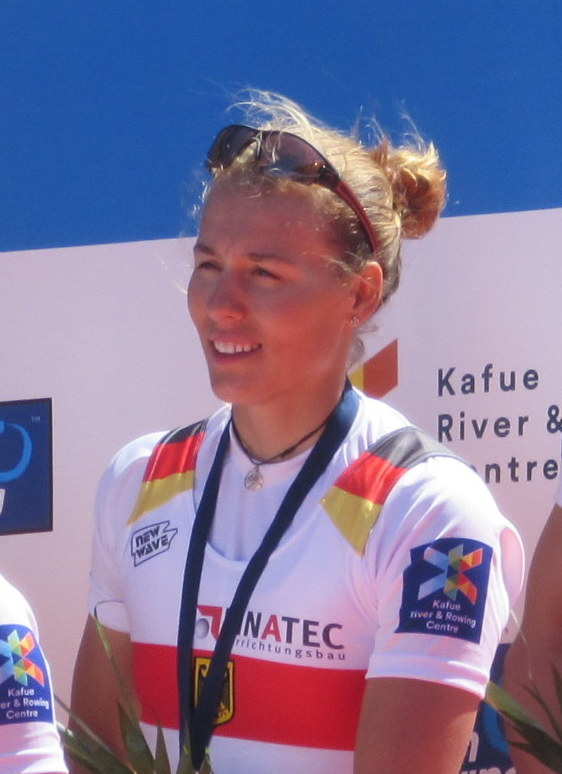
Marie-Cathérine Arnold war 2015 die erste Europameisterin des Ruder-Clubs. (Foto von 2016)

Bei den Olympischen Spielen 1976 ruderten vier Ruderer des Hannoverschen Ruderclubs im Deutschland-Achter und belegten den vierten Platz. Während Otmar Kaufhold 1977 nicht mehr dabei war, gewannen die anderen drei Ruderer bei den Weltmeisterschaften 1977 die ersten Weltmeisterschaftsmedaillen für Mitglieder des Ruder-Clubs. Wolf-Dietrich Oschlies gewann 1977 Bronze im Achter, Frank Schütze und Wolfram Thiem erhielten Silber im Vierer mit Steuermann. 1978 erruderten die drei Silber im Vierer mit Steuermann und 1979 folgte noch einmal Bronze.
Brigitte Hellmers gewann bei den Ruder-Weltmeisterschaften 1985 Silber im Leichtgewichts-Doppelzweier.
Roland Baar war mit vier Weltmeistertiteln im Achter von 1989 bis 1993 der erfolgreichste Ruderer des Vereins. Vor seinem fünften Titel 1995 war er zu Hansa Dortmund gewechselt. Mit der olympischen Bronzemedaille im Achter bei den Olympischen Spielen 1992 war Baar auch der einzige olympische Medaillengewinner des Ruder-Clubs.
Dennis Niemeyer erruderte bei den Ruder-Weltmeisterschaften 1999 Silber im Leichtgewichts-Doppelvierer.
Tobias Kühne nahm 2004 an den Olympischen Spielen in Athen teil und belegte den sechsten Platz im Zweier ohne Steuermann.
Kathrin Thiem gewann Bronze im Achter bei den Europameisterschaften 2010 und war damit die erste Medaillengewinnerin bei Europameisterschaften.
Matthias Arnold erkämpfte bei den Weltmeisterschaften 2015 Bronze im Leichtgewichts-Zweier ohne Steuermann.
Marie-Cathérine Arnold ruderte im Doppelvierer zur Silbermedaille bei den Europameisterschaften 2014. Es folgte Gold 2015 und 2016 sowie Silber im Achter 2020. Arnold gewann auch Silber im Doppelvierer bei den Weltmeisterschaften 2015 und 2018.